# Türkische Botschaft Prag

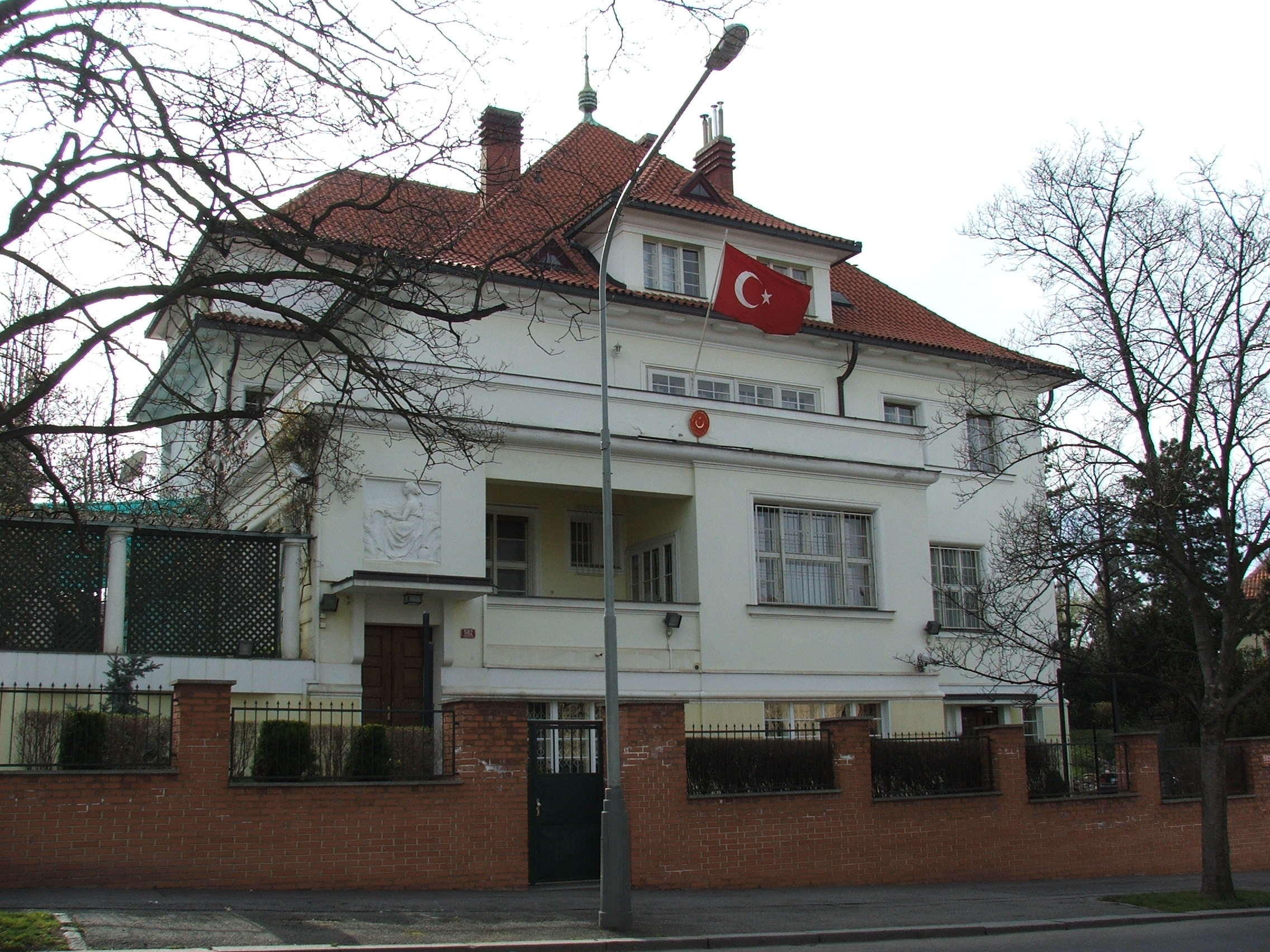
Das Botschaftsgebäude

Die Türkische Botschaft Prag (offiziell: Botschaft der Republik Türkei Prag; Türkiye Cumhuriyeti Prag Büyükelçiliği oder T.C. Prag Büyükelçiliği) ist die höchste diplomatische Vertretung der Republik Türkei in Tschechien. Seit dem 1. Mai 2010 residiert Cihad Erginay als Botschafter der Republik Türkei in dem Botschaftsgebäude.
Die diplomatischen Beziehungen der Türkei und Tschechiens begannen mit der Vertragsunterzeichnung in Ankara am  11. Oktober 1924. Die türkische Botschaft wurde 1925 eröffnet. Zu dieser Zeit waren die Beziehungen auf dem Niveau von Gesandten. Vasıf Çınar wurde am 20. August 1925 als erster Gesandter akkreditiert. Bis zum Ausbruch des Zweiten Weltkrieges war Yakup Kadri Karaosmanoğlu Gesandter in Prag. In der Zwischenkriegszeit war die Botschaft nicht besetzt. Nach dem Krieg wurde Faik Hüseyin Hozar am 12. Februar 1946 Gesandter in Prag. Cemil Vafi wurde am 24. April 1963 erster türkischer Botschafter in Prag.